# Вісник Сумського державного університету
«Вісник Сумського державного університету» — науковий часопис Сумського державного університету. Часопис засновано 1994 року, виходить п'ять серій часопису.

## Серії часопису

### Філологія
2009 року Міністерством юстиції України журнал перереєстровано у «Філологічні трактати». Періодичність — 4 рази на рік.

### Технічні науки[2]
Періодичність — 4 рази на рік (квітень, червень, жовтень, грудень). З 2014 р. журнал пройшов процедуру перереєстрації, отримавши нову назву «Журнал інженерних наук» («Journal of Engineering Sciences»). Журнал є науковим фаховим виданням України, що публікується у відкритому доступі за восьми тематиками. Має редакційну колегію із науковців України, Росії, Польщі, Словаччини, Німеччини, США та Китаю.
З 2016 р. «Журнал інженерних наук» входить до міжнародних наукометричних баз даних Research Bible, Google Scholar, DRJI, WorldCat, ESJI, Journal Impact Factor, IFSIJ.

### Фізика, математика, механіка
2009 року Міністерством юстиції журнал перереєстровано у «Журнал нано- та електронної фізики». Періодичність — 4 рази на рік.

### Медицина
Періодичність видання — 2 рази на рік (лютий, вересень).

### Економіка
Періодичність видання — 2 рази на рік (січень, липень).

## Плагіат
В № 1 тому 1 за 2007 р. в серії «Філологія» було опубліковано статтю завідувача кафедри журналістики Донецького національного університету Інеси Артамонової «Філософсько-ірраціональні аспекти концепцій журналістики (Шопенгауер, Ніцше і Фройд)».
Стаття виявилася плагіатом. Ця робота увійшла до докторської дисертації Артамонової. 31 жовтня рішенням Атестаційної колегії Міністерства освіти і науки Артамонову Інесу Михайлівну було позбавлено наукового ступеня доктора наук.
Інший випадок плагіату пов'язаний з колишнім міністром науки Румунії Іоаном Мангом. Його стаття «Square attack against reduced variants of Rijndael» була опублікована у випуску № 12 тому 71 серії «Технічні науки» (2004 р.). Вона виявилася майже цілковитим запозиченням презентації професора університету Техніон з Хайфи Елі Біхама. Елі Біхам згодом заявив, що його презентація містила принципову помилку, яку Манг переніс в свою статтю навіть не розуміючи суті написаного. 15 травня 2012 року Іоан Манг подав у відставку, пробувши на посаді всього 8 днів.

## Адреса редколегії
40007, Суми, вул. Римського-Корсакова, 2.